# 国際連合安全保障理事会決議1448
国際連合安全保障理事会決議1448（こくさいれんごうあんぜんほしょうりじかいけつぎ1448 英: United Nations Security Council Resolution 1448）は、2002年12月9日に国際連合安全保障理事会において全会一致で採択された決議。

## 概要
アンゴラに関する決議864（1993年9月15日に全会一致で採択：第二次国際連合アンゴラ検証団の活動期限延長）とすべての決議、特に決議1127（1997年8月28日に全会一致で採択：ルサカ議定書を遵守しないアンゴラ全面独立民族同盟に対する制裁）、決議1173（1998年6月12日に全会一致で採択：アンゴラ全面独立民族同盟に対する追加制裁）、決議1237（1999年5月7日に全会一致で採択：アンゴラ全面独立民族同盟の制裁に関する委員会の設立）、決議1295（2000年4月18日に全会一致で採択：アンゴラ情勢についての決議の再確認）、決議1336（2001年1月23日に全会一致で採択）、決議1348（2001年4月19日に全会一致で採択）、決議1374（2001年10月19日に全会一致で採択）、決議1404（2002年4月18日に全会一致で採択）、決議1412（2002年5月17日に全会一致で採択：アンゴラ全面独立民族同盟の職員に対する入国禁止措置の停止）、決議1432（2002年8月15日に全会一致で採択：アンゴラ全面独立民族同盟に対する入国禁止措置の一時停止期間の延長）、決議1434（2002年9月6日に全会一致で採択：国際連合エチオピア・エリトリア派遣団の活動期限の延長）、および決議1439（2002年10月18日に全会一致で採択：アンゴラ全面独立民族同盟に対する制裁監視メカニズムの活動期限の延期）を再確認した上で、国際連合安全保障理事会はアンゴラの進展を留意するとともに、これまでアンゴラ全面独立民族同盟に対して科してきた武器の輸出禁止、海外への渡航制限、関係者の資金凍結などの制裁をすべて解除した。
アンゴラ内戦が及ぼす人道的状況への影響に対して懸念を示すとともに、アンゴラ政府がルサカ議定書に基づく措置を履行していることに対して歓迎の意を表した。また、アンゴラ政府が主権の維持と領土保全の公約を掲げたことを改めて確認した。
国際連合憲章第7章に基づいて、国際連合安全保障理事会はこれまでのアンゴラに関する議論を決議1448の採択を以って終了することとした。アンゴラに関する国際連合安全保障理事会の議論はアンゴラ内戦を終結させることを目的として1993年に初めて行われた。決議1448の採択によりアンゴラに関する議論がすべて終了することに伴い、決議864の採択により設置された国際連合安全保障理事会委員会も解散することとなった。最後に、国際連合安全保障理事会は国際連合のアナン事務総長に対して制裁の有効期間中に違反行為に関する調査の支援に携わってきたアンゴラ支援信託基金の閉鎖を行うように指示した。